# Taxigramma stictica
Taxigramma stictica är en tvåvingeart som först beskrevs av Johann Wilhelm Meigen 1830.  Taxigramma stictica ingår i släktet Taxigramma och familjen köttflugor.
Artens utbredningsområde är Tyskland. Arten är reproducerande i Sverige. Inga underarter finns listade i Catalogue of Life.